# Fallout 4: Far Harbor
Fallout 4: Far Harbor (укр. Радіоактивні опади 4: Далека Гавань) — доповнення для відеогри Fallout 4 2015 року, розроблене Bethesda Game Studios і видане Bethesda Softworks. Far Harbor вийшла 19 травня 2016 року для PlayStation 4, Microsoft Windows та Xbox One у вигляді завантажуваного вмісту (DLC). Дія гри розгортається у 2287 році, після ядерної війни, яка знищила більшу частину Сполучених Штатів. У доповненні персонаж гравця наймається до детективної агенції для розслідування зникнення молодої дівчини, яка живе у віддаленій місцевості.
У гру можна грати як від першої, так і від третьої особи; в обох випадках гравець керує протагоністом під час розслідування на острові, суходолі біля узбережжя штату Мен. Основний ігровий процес Far Harbor складається з квестів та головоломок. За виконання квестів у грі гравець отримує винагороду у вигляді кришечок від пляшок Nuka-Cola (основна вигадана валюта франшизи) та бали досвіду. Головоломки відрізняються різноманітною ігровою механікою: деякі вимагають від гравця ураження мішеней лазерами, а інші дозволяють будувати за допомогою блоків.
Анонс Far Harbor був зроблений через три місяці після виходу Fallout 4. На створення доповнення вплинули відгуки гравців про систему діалогів базової гри, яка вважалася не такою вдалою, як інші ігрові механіки. Команда розробників також помітила інтерес гравців до випусків, які додавали велику кількість досліджуваної території. Через розмір доповнення було збільшено ціну на сезонну перепустку Fallout 4. Доповнення отримало загалом схвальні відгуки від критиків. Похвалили додавання нових квестів, але були неоднозначні думки щодо атмосфери доповнення та використання туману. Основна критика була спрямована на головоломки, які рецензенти вважали марною тратою часу, непотрібними або надмірно розчаровуючими. У липні 2016 року Гійом Веєр звинуватив Bethesda у копіюванні його мода для Fallout: New Vegas під назвою Autumn Leaves, хоча Веєр заявив, що він не засмучений, навіть якщо Bethesda навмисно включила матеріал з Autumn Leaves у Far Harbor.

## Ігролад
Fallout 4: Far Harbor — це доповнення для рольової гри Fallout 4, четвертої частини серії Fallout. Дія розгортається через 210 років після «Великої війни», яка призвела до ядерного спустошення Сполучених Штатів. Розширення схоже на базову гру в тому, що персонаж гравця («Єдиний Вцілілий») має завдання розслідувати зникнення персонажа. У базовій грі гравець шукає свого загубленого сина, тоді як у Far Harbor гравець наймається до детективної агенції «Валентайн» для розслідування зникнення молодої дівчини на ім'я Касумі. Як базова гра, так і доповнення пропонують можливість перемикатися між перспективами від першої та третьої особи. Дія доповнення розгортається на радіоактивному, оповитому туманом острові, який розташований у власній версії Бар-Гарбору, містечку в окрузі Хенкок, штат Мен. У Далекій Гавані є три фракції, які включають як войовничих, так і мирних неігрових персонажів.
Розширення містить квести та головоломки, які гравець повинен вирішити. Існують різні способи виконання квестів, кожен з яких має свої підводні камені. Мирні рішення можуть бути прийняті за допомогою персонажів і фракцій, хоча це може мати погані наслідки, такі як розкриття таємниць або погіршення відносин з іншими фракціями. Насильницьке завершення квестів може бути швидшим, але може призвести до послаблення альянсів між гравцем і фракціями. У деяких розділах головоломок гравець спрямовує лазери для ураження визначених цілей; інші вимагають від гравця будувати з блоків, як у Minecraft. Головоломки не були представлені в базовій грі. Після завершення квестів фракції, яким допомагає гравець, його винагороджують кришечками від пляшок Nuka-Cola, однією з вигаданих валют, що зустрічаються в серії Fallout. Персонаж гравця також отримує очки досвіду. Деякі з квестів включають розслідування незначних таємниць, пошук зниклих предметів, вирішення розбіжностей та зачистку територій, заселених монстрами.
Однією з ігрових механік, яка перейшла з попередніх ітерацій, є V.A.T.S. (Vault-Tec Assisted Targeting System, (укр. Допоміжна система наведення Vault-Tec). Під час використання V.A.T.S. бій у реальному часі сповільнюється, що дозволяє гравцеві вибирати, куди стріляти у ворога: постріл у голову зазвичай призводить до смерті, тоді як постріл у ноги може сповільнити його рух. Також можна стріляти по зброї, щоб обеззброїти ворога. Використання V.A.T.S. знижує витривалість гравця (очки дії). Деякі дії недоступні гравцеві, якщо його витривалості недостатньо, і в цьому випадку гравець повинен чекати, поки його витривалість відновиться. Використання силової броні в бою збільшує швидкість, з якою витрачаються AP гравця. Pip-Boy, маленький комп'ютер, закріплений на зап'ясті персонажа, також відіграє певну роль як у Fallout 4, так і в Far Harbor. Він містить меню, до якого гравець може отримати доступ для перегляду мап, статистики, даних і предметів, а коли гравець зможе відвідати Далеку Гавань, Pip-Boy отримає сигнал від детективного агентства Валентайна.

## Світ гри

### Сетинг і персонажі

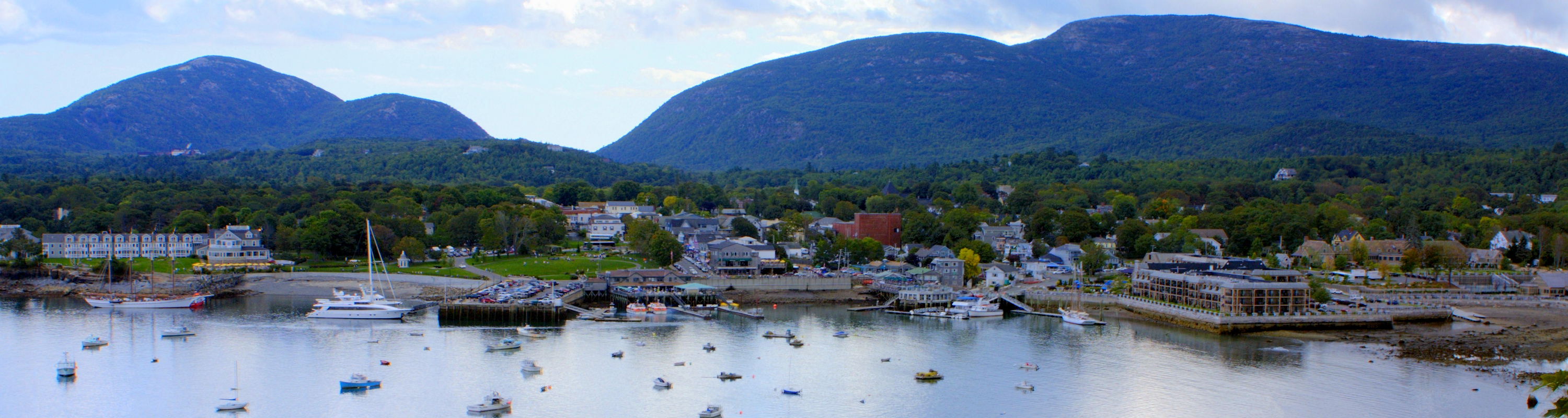
Сетинг доповнення базується на справжньому містечку Бар-Гарбор, яке знаходиться у штаті Мен.

Дія доповнення розгортається на постапокаліптичній версії острова Маунт-Дезерт, відомої в грі як Острів, що знаходиться на північному сході Співдружності, постапокаліптичної версії Бостона, штат Массачусетс, та його околиць. Відправною точкою є містечко Далека Гавань (англ. Far Harbor). Острів, на якому мешкає багато унікальних істот, вкритий радіоактивним туманом. Оскільки істоти, які живуть у тумані, не бажають нікуди йти без нього, місто використовує пристрої, які називаються туманними конденсаторами, щоб перетворити туман на рідину, щоб захистити своїх мешканців.
У доповненні присутні три основні конфліктуючі фракції, кожна з яких проживає на окремих територіях: портовики Далекої Гавані, колонія синтетичних людей Акадія та Церква Дітей Атома. Портовики Далекої Гавані на чолі з міським головою, капітаном Ейвері, прагнуть звільнити острів від туману, який поступово витісняє їх з рідних домівок. Діти Атома живуть на старій базі атомних підводних човнів під назвою «Ядро», їх очолює Верховний Сповідник Тектус. Тектус — фанатичний послідовник Церкви Атома, який прагне вивести з ладу або знищити конденсатори туману. Притулком для колонії синтезаторів Акадії є покинута обсерваторія на вершині Острова; групою керує таємничий прототип синтезатора на ім'я ДіМА. ДіМА дружелюбно ставиться як до Портових, так і до Дітей, доки Акадія залишається автономною та ізольованою від решти світу.

### Сюжет
До детективної агенції «Валентайн» звертаються за допомогою Кенджі та Рей Накано, чоловік і дружина, які живуть у віддаленому куточку Співдружності: їхня донька Касумі зникла безслідно і без пояснень. Єдиний Вцілілий, вирушає на розслідування, та виявляє, що Касумі контактувала з Акадією, і позичає човен Кенджі, щоб відправитись за нею.
Прибувши до містечка Далека Гавань, Єдиний Вцілілий, виявляє, що острів опинився в напруженій патовій ситуації між місцевими жителями та Дітьми Атома. За допомогою місцевого мисливця та одного з мешканців гавані на ім'я Старий Лонгфелло, Єдиний Вцілілий знаходить Касумі, яка живе в Акадії. Касумі повірила, що вона — синт, і знайшла притулок в Акадії, хоча й почала сумніватися в намірах ДіМИ. На прохання Касумі Єдиний Вцілілий, переключає увагу на розслідування ДіМИ і поступово дізнається, що той свідомо вирішив зберігати частину своїх спогадів на жорстких дисках поза тілом. Він сховав їх у комп'ютерній симуляції на базі Дітей Атома, Ядрі, але дедалі більше переймається тим, що якщо Діти отримають доступ до спогадів, вони зможуть знищити Далеку Гавань.
Єдиний Вцілілий звертається до Дітей Атома, щоб відновити спогади ДіМИ, і дізнається, що той створив низку запобіжників для захисту Акадії та збереження балансу сил між Далекою Гаванню і Дітьми Атома. Це коди доступу до ядерної боєголовки, що зберігається в Ядрі, і засоби для саботажу туманних конденсаторів, які захищають Далеку Гавань. Єдиний Вцілілий також дізнається, що ДіМа вбив капітана Ейвері і замінив її синтом, щоб підтримувати мир між Далекою Гаванню та Акадією.

### Кінцівки
Існує вісім можливих фіналів. Єдиний Вцілілий стоїть перед вибором: знищити Далеку Гавань, знищити Дітей Атома або повідомити мешканцям Далекої Гавані про злочин ДіМи і спровокувати ворожнечу між Портовиками та Акадією.
Якщо гравець вирішить підірвати боєголовку, Портовики візьмуть під контроль острів, тоді як якщо гравець знищить конденсатори туману, Діти стануть домінуючими. В обох сценаріях Акадію буде врятовано, хоча ДіМА не схвалить дії гравця. З іншого боку, якщо гравець вступить у конфлікт з ДіМА через вбивство Ейвері, Акадія може стати вороже налаштованою.
Єдиний Вцілілий може встановити більш тривалий мир між усіма сторонами, вбивши або вигнавши Верховного Сповідника Тектуса, і дозволивши ДіМІ замінити його на синта, який займе більш помірковану позицію по відношенню до Портовиків.
Крім того, Єдиний Вцілілий може вирішити, чи повідомити основним фракціям про існування Акадії. Якщо так, то Інститут, наукова організація, яка створила синтів, відправить агентів, щоб повернути їх, а Братство сталі, квазірелігійна організація, пов'язана зі Збройними силами США, розпочне експедицію, щоб знищити їх. Залізниця, група, яка виступає проти існування Інституту з метою визволення живих синтів, відправить свого агента, щоб встановити контакт з Акадією, хоча остання відкине їхню допомогу.
Згодом Єдиний Вцілілий повертається до сім'ї Накано назад до Співдружності. Касумі, залежно від вибору гравця, може повернутися з персонажем або залишитися в Акадії.

## Розробка та випуск
Far Harbor було розроблено Bethesda Game Studios і анонсовано через три місяці після офіційного виходу Fallout 4 — разом з доповненнями Automatron, Wasteland Workshop та тизерами інших майбутніх доповнень — у блозі від 16 лютого 2016 року. Доповнення вийшло 19 травня для PlayStation 4, Windows і Xbox One. З перших трьох доповнень Далека Гавань додала найбільшу територію, і, відповідно, продавалася за вищою ціною. Воно також додало нові квести, нових істот та інші різноманітні можливості. Розширення було включено до сезонної перепустки Fallout 4, колекції всіх доповнень. Через велику кількість додаткового контенту, ціна на перепустку була збільшена з 30 до 50 доларів США.
На розширення вплинули відгуки гравців про систему діалогів у Fallout 4, яка «працювала не так добре, як інші функції». Система діалогів у іграх серії Fallout дозволяє гравцям спілкуватися з неігровими персонажами та впливати на них. Варіанти діалогів у Far Harbor були розроблені, щоб дати гравцям більше гнучкості у доведенні гри до кінця, а в доповненні з'явилося більше варіантів діалогів. Команда розробників також виявила, що гравці зацікавлені у відвідуванні нових локацій, що додало натхнення до Far Harbor, хоча і збільшило витрати на розробку та час на завершення.
Через два тижні після офіційного релізу доповнення, його було перевидано для PlayStation 4, щоб виправити проблеми з продуктивністю. Аналіз продуктивності, проведений Digital Foundry вебмедіа Eurogamer, виявив, що хоча Fallout 4 зазвичай працювала з частотою 30 кадрів в секунду (fps), коли гравець перебував на вулиці і в туманних біомах Далекої Гавані, частота кадрів могла падати до 15 fps, а під час екшен-подій, таких як перестрілки, вона могла падати ще нижче. У тому ж аналізі було виявлено, що версія для Xbox One працює зі швидкістю 20-30 кадрів в секунду, але з різними проблемами, такими як глюки і блокування програмного забезпечення. Оновлення зменшило рівень туману і зробило гру більш стабільною.

## Сприйняття
Fallout 4: Far Harbor отримала «загалом схвальні» відгуки, згідно з агрегатором рецензій Metacritic. Рецензенти схвально відгукнулися про нові квести, хоча розділи з головоломками були розкритиковані. Зокрема, Ден Степлтон з IGN висловив захоплення новими квестами, але сказав, що кімнати з головоломками «настільки складні, що я не впевнений, навіщо Bethesda потурбувалася про них». Він також згадав, що доповнення Far Harbor містить одні з найсильніших квестів у Fallout 4. Пітер Браун з GameSpot похвалив додавання «годин побічних квестів, якими керують цікаві персонажі», і співробітники Game Central погодилися з ним. Метт Віттакер з Hardcore Gamer високо оцінив квести: він похвалив основну квестову лінію за те, що вона зосереджена на «моральній неоднозначності та складному виборі», сказавши, що це саме те, чого шукають фанати Fallout. Рецензентам Game Revolution та GameCentral не сподобалися головоломки, як і Джеку де Квідту з Rock, Paper, Shotgun, який вважав їх дуже розчаровуючими, хоча він відчував, що вони були «невеликою частиною релізу». І де Квідт, і рецензент Game Revolution вважали рушій недостатнім для складних послідовностей головоломок. Кілька рецензентів порівнювали гру з відеогрою Minecraft, коли говорили про контент, пов'язаний з блоками, доданий у доповненні.
Рецензенти мали різні думки щодо атмосфери та туману. Ден Стейплтон похвалив більшу частину контенту, окрім туману, який, на його думку, через деякий час став дратувати. Девід Амброзіні з IGN та Крістофер Лівінгстон з PC Gamer високо оцінили атмосферу; Лівінгстон сказав, що «ви можете буквально відчути [її] на смак». Рецензенти також розділилися щодо сюжетної лінії: автори Game Revolution захоплювалися історією та новими персонажами, в той час як Пітер Браун вважав їх нецікавими.
Деяким рецензентам не сподобалася повторюваність доповнення, а Нік Роуен з Destructoid був розчарований відсутністю унікальності у випуску. Чед Сапієха з Post Arcade сказав, що він втомився від повторюваних дрібних завдань, таких як управління здобиччю та подорожі між поселеннями лише для того, щоб позбутися її; він додав, що він закінчив з Fallout 4 та її доповненням і готовий перейти до наступної частини. Девід Соріано з IGN похвалив великий розмір мапи, але відчув, що вона була дещо змарнованою. Еліс Белл з VideoGamer.com та оглядачі GameCentral похвалили співвідношення ціни та якості: Белл сказала, що Far Harbor був найкращим з перших трьох доповнень, оскільки він дає «найбільшу віддачу за свої гроші», навіть незважаючи на недоліки в дизайні.

### Схожість ізAutumn Leaves
У липні 2016 року користувач Mod DB Гійом Вір (Guillaume Veer), відомий під ніком BaronVonChateau, звинуватив Bethesda в копіюванні одного з його модів для Fallout: New Vegas під назвою Autumn Leaves. Порівнюючи сюжет Осіннього Листя та одного з квестів Far Harbor під назвою Мертвий мозок, Вір описав обидва як такі, що «мають колоритний склад ексцентричних роботів, відповідальних за забуте Сховище, де сталося дивне вбивство». Піт Хайнс, віце-президент маркетингової команди Bethesda, стверджував, що будь-яка схожість є абсолютно випадковою.
У статті Метта Пейджета на GameSpot обговорювалися й інші подібності, наприклад, той факт, що і в Far Harbor, і в Autumn Leaves є можливість за голосом персонажа визначити, чи є він роботом. Вір зазначив, що його не засмучує подібність, кажучи, що він черпає натхнення і в інших іграх: «Я серйозно думаю, що це цілком нормально. Зрештою, натхнення для Autumn Leaves незліченна кількість … і бути під впливом — це природна частина процесу написання». Вір вважає, що було б корисно вказати імена модераторів у титрах гри, як знак подяки. Він також сказав, що йому комфортно, навіть якщо Bethesda навмисно використовує контент з Autumn Leaves, і написав: «Я чесно думав, що співробітники Bethesda грали в Autumn Leaves, розважалися з нею, взяли деякі речі з неї і зробили свою власну річ для Far Harbor. … І я серйозно думаю, що це цілком нормально».